# II Lubelski Batalion Etapowy
II Lubelski batalion etapowy – oddział wojsk wartowniczych i etapowych w okresie II Rzeczypospolitej pełniący między innymi służbę ochronną na granicy polsko-sowieckiej.

## Formowanie i zmiany organizacyjne
Formowanie batalionu rozpoczęto na przełomie 1918-1919. Otrzymał on nazwę okręgu generalnego, w którym powstał i kolejny numer porządkowy oznaczany cyfrą rzymską. 
Do batalionu wcielono żołnierzy starszych wiekiem i o słabszej kondycji fizycznej. Oficerowie i podoficerowie nie mieli większego doświadczenia bojowego. Batalion nie posiadał broni ciężkiej, a broń indywidualną żołnierzy stanowiły stare karabiny różnych wzorów z niewielką ilością amunicji.  W czerwcu 1920 batalion liczył 5 oficerów, 324 podoficerów i szeregowców.
We wrześniu 1920 batalion znajdował się w strukturze 3 Armii, stacjonował w Hrubieszowie, liczył 6 oficerów oraz 305 podoficerów i szeregowców.
W lutym 1921 bataliony etapowe przejęły ochronę granicy polsko-rosyjskiej. Początkowo pełniły ją na linii kordonowej, a w maju zostały przesunięte bezpośrednio na linię graniczną z zadaniem zamknięcia wszystkich dróg, przejść i mostów.  
W 1921 bataliony etapowe ochraniające granicę przekształcono w bataliony celne.
II Lubelski batalion etapowy wspólnie z VI Lwowskim batalionem etapowym utworzyły 26 batalion celny.

## Służba etapowa
Celem zwolnienia wojsk liniowych ze służby kordonowej i szczelniejszego zamknięcia granicy państwa, w marcu 1921 Ministerstwo Spraw Wojskowych zarządziło obsadzenie Kordonu Naczelnego Dowództwa WP przez Bataliony Etapowe. II Lbe przejął od III/44 pp odcinek granicy od m. Chmielewka do Woronówki. Dowództwo rozmieściło się w m. Ludwipol.

## Dowódcy batalionu
- płk piech. Adam Dulewicz (był 8 VI 1920[11]) - 1920[12])
- kpt. Vorbot (był IX 1920[3])